# Robbie Ross
Pour les articles homonymes, voir Ross.
Robert Charles « Robbie » Ross (né le 24 juin 1989 à Lexington, Kentucky, États-Unis) est un lanceur gaucher des Ligues majeures de baseball.

## Carrière

### Rangers du Texas
Robbie Ross est un choix de deuxième ronde des Rangers du Texas en 2008.
Lanceur partant dans les ligues mineures, il fait ses débuts dans le baseball majeur comme lanceur de relève avec les Rangers le 8 avril 2012.
Ross aligne deux excellentes saisons comme releveur chez les Rangers. En 2012, il remporte 6 victoires contre aucune défaite en 58 matchs et, en 65 manches lancées, il affiche une moyenne de points mérités de 2,22.
Sa première défaite dans les majeures ne survient que le 1er juin 2013, après 8 décisions gagnantes et à son 83e match joué. En 65 parties jouées en 2013, il maintient une moyenne de points mérités de 3,03 en 62 manches lancées, avec 4 gains et deux revers.
Alternant entre les rôles de releveur et de lanceur partant, sa saison 2014 est désastreuse avec une moyenne de points mérités de 6,20 en 78 manches et un tiers lancées lors de 27 rencontres, dont 12 comme partant. Il encaisse six défaites contre trois victoires.

### Red Sox de Boston
Le 27 janvier 2015, les Rangers échangent Ross aux Red Sox de Boston contre le lanceur droitier Anthony Ranaudo.